# 张林顺
张林顺（1967年11月—），福建将乐人，汉族，中国共产党党员。中华人民共和国政治人物、第十三届全国人民代表大会福建省代表。

## 生平
2018年，张林顺被选为福建省出席第十三届全国人民代表大会代表。